# François Englert
François Englert (Etterbeek, 6 novembre 1932) è un fisico teorico belga, premio Nobel per la fisica nel 2013.

## Biografia
Nato nel 1932 in Belgio da una famiglia ebraica di origine polacca, François Englert vive la difficile esperienza dei bambini dell'Olocausto. Durante la seconda guerra mondiale è ospitato, sotto falsa identità, presso famiglie o orfanotrofi nelle città di Dinant, Lustin, Stoumont e infine Annevoie-Rouillon, fino alla Liberazione con l'arrivo delle truppe americane.
Nel 1955 si è laureato come ingegnere elettromeccanico presso l'Université Libre de Bruxelles (ULB) dove ha conseguito il dottorato di ricerca nelle scienze fisiche nel 1959. Dal 1959 al 1961 ha lavorato negli Stati Uniti presso la Cornell University, in qualità di assistente di Robert Brout e successivamente come ricercatore. Tornato come professore all'ULB è stato seguito da Robert Brout, che nel 1980 con Englert ha diretto il gruppo di fisica teorica. 
Nel 1997 Englert ha ricevuto il "premio per l'alta energia e le particelle" della European Physical Society e nel 2004 il Premio Wolf per la fisica per lo studio sul meccanismo che unifica le interazioni a corto e lungo raggio generando bosoni di gauge massivi.
L'8 ottobre 2013, assieme a Peter Higgs, è stato insignito del premio Nobel per la fisica per la scoperta dei meccanismi che danno origine alla massa delle particelle elementari, diventando il primo belga a vincere il premio.
Ha dato i maggiori contributi nel campo della fisica statistica, della teoria quantistica dei campi, della cosmologia, della teoria delle stringhe e nello studio della supergravità.